# Grenze zwischen Russland und der Ukraine

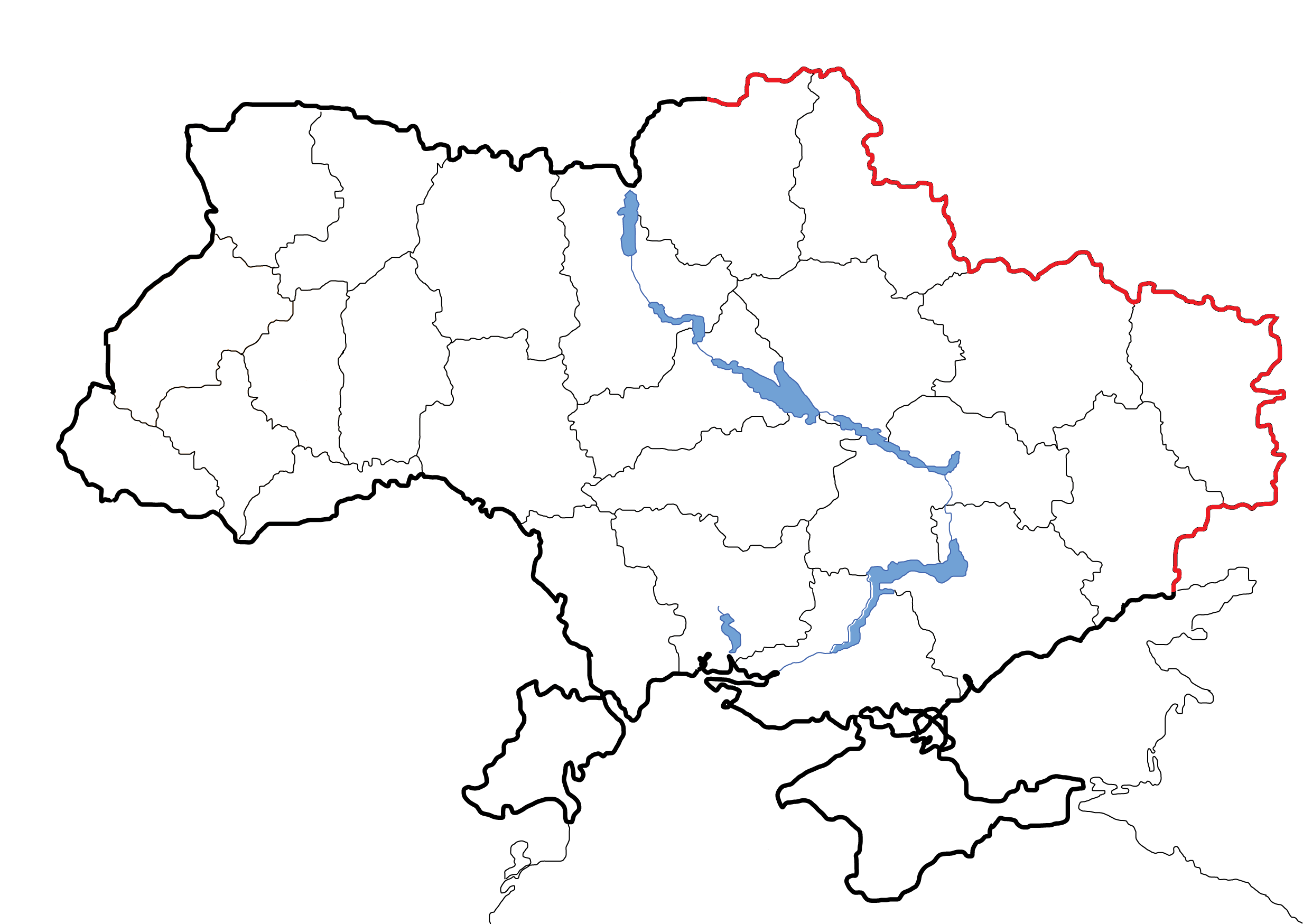
Russisch-ukrainische Landgrenze seit 1991 (rot)

Die russisch-ukrainische Grenze besteht in ihrer völkerrechtlich anerkannten Form seit der am 24. August 1991 durch die Werchowna Rada verabschiedeten formalen Unabhängigkeitserklärung der Ukraine. Sie grenzt an fünf Oblaste Russlands und fünf Oblaste der Ukraine an und ist identisch mit der Grenze der früheren Ukrainischen Sozialistischen Sowjetrepublik (Uti possidetis).
Die Grenze ist insgesamt 2295 km lang, davon 1974 km Land- und 321 Kilometer Seegrenze. Sie erstreckt sich von einem Punkt im Schwarzen Meer südlich der Straße von Kertsch, durchläuft das Asowsche Meer und verläuft bis zum Dreiländereck mit Belarus beim Dorf Senkiwka im Norden.

## Geschichte seit Auflösung der Sowjetunion

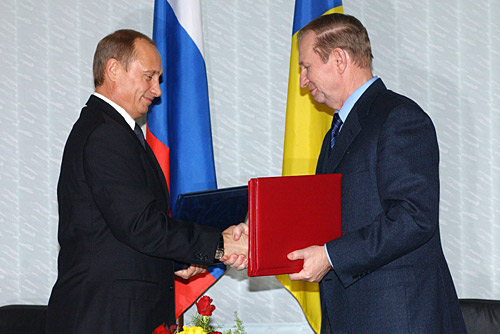
Die Staatspräsidenten Putin und Kutschma tauschen den Seerechtsvertrag aus, 24. Dezember 2003

Nach dem Referendum über die Unabhängigkeit der Ukraine am 1. Dezember 1991 gründeten die ehemaligen Sowjetrepubliken Ukraine und Russland mit weiteren Nachfolgestaaten der Sowjetunion die Gemeinschaft Unabhängiger Staaten (GUS). Die Unverletzlichkeit der Grenzen wurde mit dem Vertrag über gegenseitige Beziehungen am 24. August 1992 bekräftigt. Durch den Vertrag über Freundschaft, Zusammenarbeit und Partnerschaft, in dem Russland 1999 die Ukraine als einen unabhängigen Staat anerkannte, das Abkommen über die Schwarzmeerflotte 1997 und den Vertrag über die wirtschaftliche Zusammenarbeit 1998 sollten die Streitigkeiten und territorialen Ansprüche Russlands geregelt werden.
Am 28. Januar 2003 unterzeichneten der russische Präsident Wladimir Putin und der ukrainische Präsident Leonid Kutschma den russisch-ukrainischen Grenzvertrag.
Am 24. Dezember 2003 schlossen die Präsidenten Putin und Kutschma dann den Russisch-ukrainischen Vertrag zur gemeinsamen Nutzung des Asowschen Meeres, in dem das Asowsche Meer zu einem Binnenmeer der beiden Staaten erklärt wurde und die freie Durchfahrt für Schiffe der Vertragsparteien durch die Straße von Kertsch vereinbart wurde.

## Versuche, die Grenze zu sichern
Im März 2014 annektierte Russland die Krim. 
Am 3. September 2014 stellte der damalige ukrainische Ministerpräsident Arsenij Jazenjuk ein Projekt zur Befestigung der Grenze vor. Am 12. September 2014 beschloss das ukrainische Kabinett 100 Millionen Hrywnja (ca. 1,8 Millionen Euro), am 18. März 2015 weitere 865 Millionen Hrywnja für die Befestigung dieser Grenze. 
Im Mai 2015 war das Verteidigungssystem entlang der russischen Grenze im Gebiet Charkiw im Bau. Seine Fertigstellung war zunächst für 2018 geplant. Im Juni 2020 prognostizierte der staatliche Grenzschutz der Ukraine, das Projekt werde bis 2025 fertiggestellt.

## Russischer Überfall auf die Ukraine
Als Folge der Besetzung und Annexion der Krim durch die Russische Föderation verlief de facto von 2014 bis zum Beginn des russischen Überfalls auf die Ukraine am 24. Februar 2022 an der Landenge von Perekop und am Sywasch eine Grenze zwischen der Ukraine und der russisch annektierten Krim, die völkerrechtlich nie anerkannt wurde.
Teile der russisch-ukrainischen Grenze sind seit dem 24. Februar 2022 nicht unter der Kontrolle der Regierung in Kiew. Bis Kriegsbeginn wurden von den international nicht anerkannten, von Russland unterstützten separatistischen Volksrepubliken Donezk und Lugansk kontrolliert; seit dem Kriegsbeginn werden sie von russischen Truppen kontrolliert.
Der russische Präsident Wladimir Putin demonstrierte die russische Hegemonialabsicht, indem er 2021 behauptete, die 1922 zwischen den Sowjetrepubliken festgelegte Grenze sei eine illegitime Grenze. Russland sei damals zahlreicher Siedlungsgebiete und Menschen „beraubt“ worden. 
Tatsächlich wurde die Halbinsel Krim 1954 auf Anordnung des damaligen Ersten Sekretärs der KPdSU, Nikita Sergejewitsch Chruschtschow, an die Ukrainische Sozialistische Sowjetrepublik angegliedert. Der Verlauf der Grenzen zwischen Teilrepubliken der Sowjetunion hatte damals nicht den Stellenwert, den heute die Außengrenzen Russlands besitzen, zumal Bürger der Sowjetunion häufig – teils freiwillig, teils unfreiwillig – in eine andere Unionsrepublik umsiedelten bzw. umgesiedelt wurden. 
Außerdem ist die Russischsprachigkeit von Menschen in der Ukraine kein Beleg oder Beweis dafür,
- dass sie ethnische Russen sind,
- dass sie die Politik Putins und prorussischer Separatisten gutheißen und
- dass sie gegen ihren Willen „befreit werden“ dürfen.